# Новая Шараповка
Но́вая Шара́повка — село в Марьяновском районе Омской области России, административный центр Шараповского сельского поселения.
Население — 662 чел. (2010)

## Физико-географическая характеристика
Новая Шараповка находится в лесостепи в пределах Ишимской равнины, являющейся частью Западно-Сибирской равнины. Высота центра населённого пункта — 111 метров над уровнем моря. В окрестностях населённого пункта распространены лугово-чернозёмные солонцеватые и солонцы луговые. Гидрографическая сеть не развита: реки и озёра вблизи деревни отсутствуют. В 3 км к северу от села расположено урочище Камышловский лог.
По автомобильным дорогам расстояние до областного центра города Омск составляет 44 км, до районного центра посёлка Марьяновка — 14 км. Ближайшая железнодорожная станция: 2857 км. Близ села проходит федеральная автодорога Р254 «Иртыш».
Климат
Климат резко континентальный, со значительными перепадами температур как между климатическими сезонами, так и порой в течение суток (согласно классификации климатов Кёппена — влажный континентальный с прохладным летом (Dfb)). Многолетняя норма осадков — 392 мм. Наибольшее количество осадков выпадает в июле — 63 мм, наименьшее в феврале-марте — по 14 мм. Среднегодовая температура положительная и составляет + 1,2 С, среднесуточная температура самого холодного месяца — января −17,6 С, самого жаркого — июля +19,4 С.
Часовой пояс
Новая Шараповка,как и вся Омская область находится в часовой зоне МСК+3. Смещение применяемого времени относительно UTC составляет +6:00.

## История
Основано как лютеранское село в 1908 году. До 1917 года поселение входило в состав Омского уезда Акмолинской области. Названо по фамилии бывшего землевладельца Шарапова.
В 1926 году открылась начальная школа, в годы коллективизации организован колхоз «Арбайтер», с 1950 года — имени Тельмана.

## Население
| 1920 | 1926 | 1970 | 1979 | 1989 | 2010 |
| ---- | ---- | ---- | ---- | ---- | ---- |
| 134  | ↗215 | ↗566 | ↗658 | ↗706 | ↘662 |

В 1989 году немцы составляли 73 % населения села.